# Rhode Montijo
Rhode Montijo é um autor americano de histórias em quadrinhos independentes, mais conhecido como o criador do Pablo's Inferno e da animação em flash Happy Tree Friends.

## Carreira
Rhode Montijo recebeu o BFA em ilustração de California College of Arts and Crafts, em 1996. Graças a uma bolsa da Xeric Foundation, Rhode foi capaz de liberar sua animação de quadrinhos, o Pablo's Inferno.
Ele também já tinha trabalhado em muitos negócios na Mondo Media, como mostra no Thugs on Film e The God & Devil Show. Enquanto trabalhava na Mondo, conheceu Kenn Navarro e Aubrey Ankrum, e criou série de humor negro, feito em flash, Happy Tree Friends. Rhode trabalhou como escritor, diretor e diretor de arte, e também fez as vozes do personagem Lumpy e também do personagem Splendid.
Após cinco anos trabalhando na série, ele deixou a série Happy Tree Friends em 2005, para se concentrar mais em seus trabalhos. David Winn substituiu-o com as vozes do Lumpy e Splendid. Segundo o escritor Warren Graff, ele continua com a equipe da série HTF.
Rhode Montijo aprecia trabalhar em vários projetos de multimídia e teve um interesse manifestado na criação de livros infantis que levam à criação do aclamado Cloud Boy. Em 2006, publicou um livro ilustrado para crianças, The Halloween Kid